# بيتر فيشر
بيتر فيشر (بالإنجليزية: Peter Fisher) هو فلاح وسياسي أسترالي، ولد في 19 سبتمبر 1936 في أستراليا. حزبياً، نشط في الحزب الوطني الأسترالي. وقد انتخب عضو مجلس النواب الأسترالي عن دائرة Division of Mallee ‏ (2 ديسمبر 1972 – 8 فبراير 1993).